# Geert Holvast
Geert Willem Holvast (20 agosto 1917 – 6 febbraio 1992) è stato un poliziotto olandese, deportato nei campi di concentramento per aver rifiutato, assieme ai suoi colleghi, di arrestare sette ebrei anziani.

## Biografia
La mattina del 9 marzo 1943 Holvast e i colleghi Dirk Boonstra, Jan Deddens, Klaas Berga, Tönnis Bulthuis, Theodorus Buunk, Tjerk van der Hauw, Roelf Mulder, Willem Vlijm e Jan Elzinga vennero incaricati di arrestare sette ebrei anziani residenti a Grijpskerk e deportarli nel campo di concentramento di Westerbork, ma rifiutarono di eseguire l'ordine. Due giorni dopo vennero dapprima convocati dal comandante distrettuale e successivamente rimproverati dal comandante regionale di Groninga. Entrambi cercarono di convincerli ad eseguire l'ordine ma i poliziotti rifiutarono nuovamente . Tutti i poliziotti vennero, così, deportati nel Campo di concentramento di Herzogenbusch. Geert fu poi deportato in Germania come prigioniero di guerra, per poi venire rimpatriato dopo la fine della guerra. Il 14 novembre del 1988 ricevette la nomina a Giusto tra le nazioni.